# La Cortinada

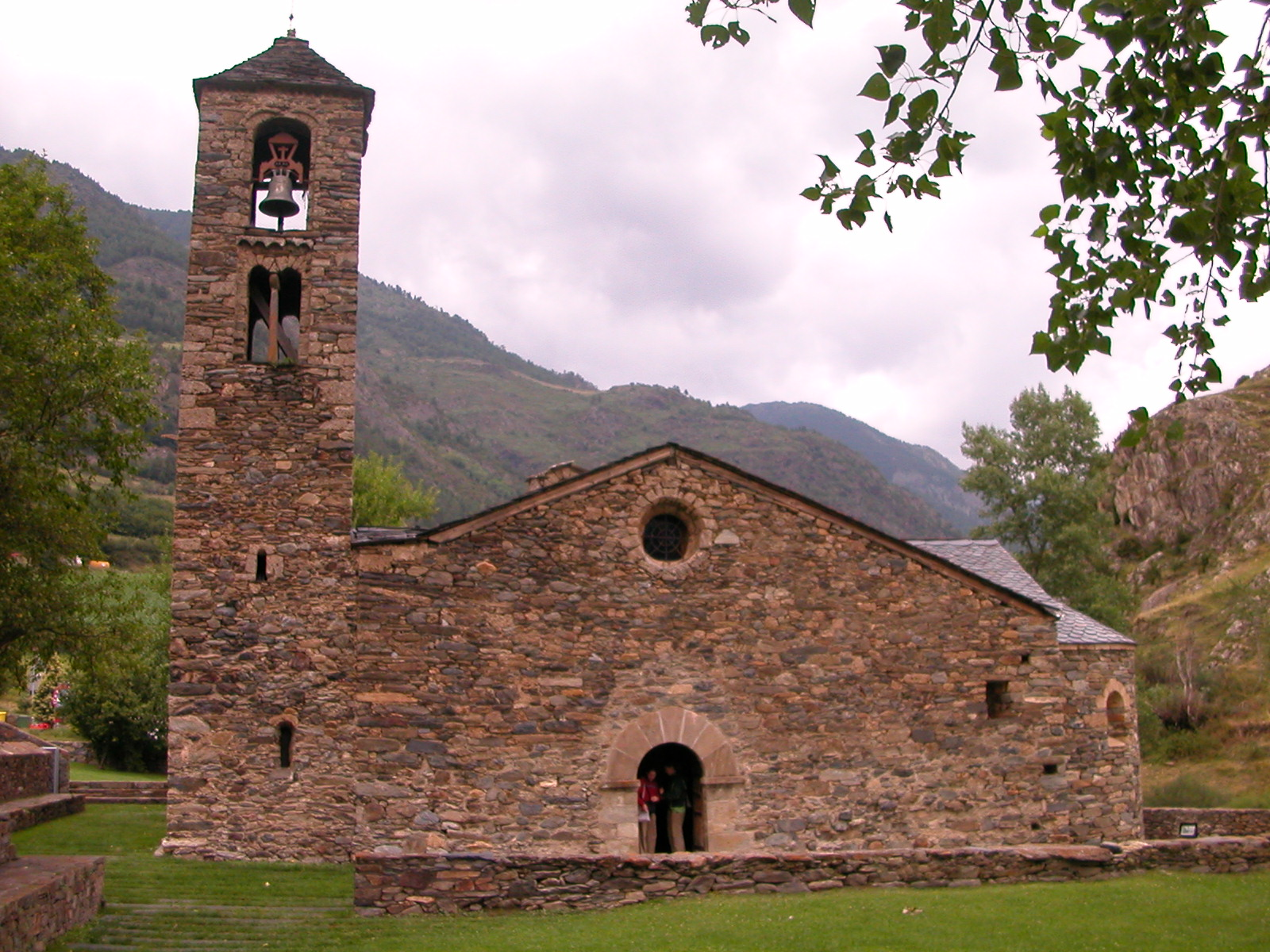
Kirche Sant Martí de la Cortinada

La Cortinada (ɫə kurtiˈnaðə) ist ein Dorf im Norden von Andorra. Es liegt in der Parròquia Ordino an der Verbindungsstraße nach El Serrat. Nachbarorte sind Arans und Ansalonga. Im Jahr 2024 wurden 983 Einwohner im Dorf gezählt.
Im Zentrum des Ortes befindet sich die romanische Kirche Sant Martí de la Cortinada. Sie wurde im 12. Jahrhundert errichtet. Im 17. und 18. Jahrhundert wurden Veränderungen vorgenommen, darunter schmiedeeiserne Geländer, die in Andorra gegossen wurden.